# フィリッポ1世・ディ・サヴォイア＝アカイア
フィリッポ1世・ディ・サヴォイア＝アカイア（イタリア語：Filippo I di Savoia-Acaia, 1278年 - 1334年9月25日）は、ピエモンテ領主（在位：1282年 - 1334年）、アカイア公（在位：1301年 - 1307年）。

## 生涯
フィリッポ1世はピエモンテ領主トンマーゾ3世・ディ・サヴォイアとギヨンヌ・ド・ブルゴーニュの息子である。
フィリッポは1301年2月12日にローマでアカイア女公イザベル・ド・ヴィルアルドゥアン（1312年没）と結婚した。フィリッポはすでに1282年に父の跡を継いでピエモンテ領主となっていたが、この結婚によりアカイア公となった。しかしフィリッポは高圧的な人物であったため、アカイア公国の貴族らと対立することとなった。フィリッポはモレアの貴族らの怒りを鎮めようとしたが、1304年に議会を受け入れることを余儀なくされた。1302年にスコルタ出身のギリシア人支配者らが反乱を起こした。1307年、アカイア公国の宗主権を持つナポリ王カルロ2世はアカイア公国を没収し、自身の息子ターラント公フィリッポ1世に与えた。
1312年、フィリッポはヴィエノワのドーファン・アンベール1世の娘カトリーヌ・ド・ラ・トゥール・デュ・パン（1337年没）と再婚した。
1334年にフィリッポは死去し、ピエモンテはカトリーヌとの間に生まれた息子ジャコモが継承した。

## 子女
アカイア女公イザベル・ド・ヴィルアルドゥアンとの間に1女をもうけた。
- マルゲリータ（1306年 - 1376年） - 1324年にマラヴァル領主ルノー・ド・フォレ（1371年没、フォレ伯ジャン1世の子）と結婚

カトリーヌ・ド・ラ・トゥール・デュ・パンとの間に以下の子女をもうけた。
- ベアトリーチェ（1312年 - 1340年） - 1334年にアンベール6世・ド・トワレ＝ヴィラール（1372年没）と結婚[3]
- ジャコモ（1315年 - 1367年）[4] - ピエモンテ領主
- アメデーオ（1376年没） - モーリエンヌ司教（1349年 - 1376年）
- トンマーゾ（1329年 - 1360年以降） - トリノ司教（1351年 - 1360年）
- エドアルド（1395年没） - タロンテーズ大司教（1386年 - 1395年）
- アイモーネ（1330年以降 - 1398年以降） - メンシア・ディ・チェーヴァと結婚、サヴォイア十字軍に参加。
- エレオノーラ（1350年没） - 1333年にサルッツォ侯マンフレード5世と結婚
- ジョヴァンナ（1355年没） - 1330年にエメ・ド・ポワティエ（1350年没、アイマール4世・ド・ヴァランティノワの子）と結婚
- アグネーゼ（1384年11月28日没） - 1343年にモーリエンヌ子爵ジャン2世・ド・ラ・シャンブルと結婚
- アリーチェ（1368年没） - 1325年頃にサヴォーナ（リグーリア）侯マンフレッド・デル・カッレットと結婚、1354年頃にユルティエールおよびサン＝テレーヌ＝デュ＝ラック領主アンテルム・ド・ミオロンと結婚
- エリザベッタ（1370年没） - ピネローロのサン・ジャコモ女子修道院長

また、数人の庶子がいる。

## コイン・紋章

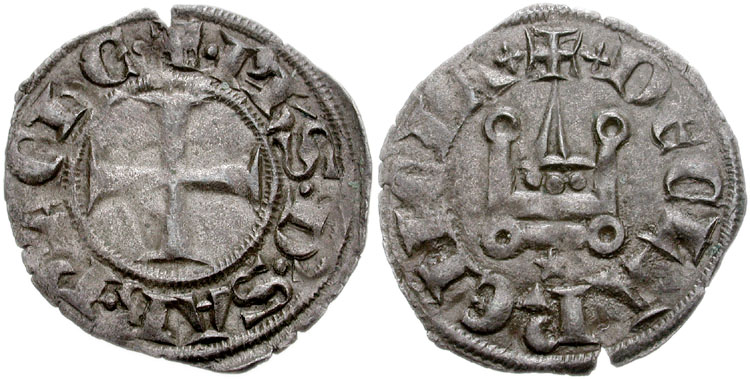
1301年のフィリッポ・ディ・サヴォイアのコイン
アカイア公の紋章
ピエモンテ領主の紋章